# Club Universitario de Deportes 2017
Questa voce raccoglie le informazioni riguardanti il Club Universitario de Deportes nelle competizioni ufficiali della stagione 2017.

## Maglie
| 1ª divisa | 2ª divisa |

## Risultati

### Primera División
|  | Universitario | 1 – 1 | Sport Huancayo |  |

|  | Alianza Lima | 2 – 0 | Universitario |  |

|  | UTC Cajamarca | 2 – 1 | Universitario |  |

|  | Universitario | 1 – 1 | Real Garcilaso |  |

|  | Juan Aurich | 0 – 0 | Universitario |  |

|  | Universitario | 1 – 0 | Deportivo Municipal |  |

|  | Comerciantes Unidos | 3 – 0 | Universitario |  |

|  | Sport Huancayo | 2 – 1 | Universitario |  |

|  | Universitario | 3 – 0 | Alianza Lima |  |

|  | Universitario | 3 – 1 | UTC Cajamarca |  |

|  | Real Garcilaso | 3 – 1 | Universitario |  |

|  | Universitario | 2 – 2 | Juan Aurich |  |

|  | Deportivo Municipal | 1 – 2 | Universitario |  |

|  | Universitario | 3 – 0 | Comerciantes Unidos |  |

|  | Unión Comercio | 1 – 2 | Universitario |  |

|  | Universitario | 1 – 2 | Alianza Lima |  |

|  | Juan Aurich | 1 – 1 | Universitario |  |

|  | Universitario | 1 – 1 | Deportivo Municipal |  |

|  | Universitario | 1 – 1 | Alianza Atlético |  |

|  | Sport Huancayo | 1 – 0 | Universitario |  |

|  | Universitario | 1 – 0 | Comerciantes Unidos |  |

|  | Univ. San Martín | 2 – 4 | Universitario |  |

|  | Universitario | 2 – 1 | Real Garcilaso |  |

|  | Sport Rosario | 0 – 0 | Universitario |  |

|  | Universitario | 2 – 1 | Melgar |  |

|  | Sporting Cristal | 1 – 1 | Universitario |  |

|  | Universitario | 2 – 0 | Ayacucho |  |

|  | UTC Cajamarca | 1 – 0 | Universitario |  |

|  | Universitario | 2 – 1 | Academia Cantolao |  |

|  | Universitario | 3 – 2 | Unión Comercio |  |

|  | Alianza Lima | 1 – 0 | Universitario |  |

|  | Alianza Atlético | 0 – 2 | Universitario |  |

|  | Universitario | 2 – 0 | Juan Aurich |  |

|  | Universitario | 2 – 1 | Univ. San Martín |  |

### Coppa Libertadores

#### Seconda fase
| Asunción 2017 | Dep. Capiatá | 1 – 3 | Universitario | Galeano Segovia\| Arbitro: \| Omar Ponce \| |
| Arbitro:      | Omar Ponce   |       |               |                                             |

| Lima 2017 | Universitario  | 0 – 3 | Dep. Capiatá | Monumental\| Arbitro: \| Mauro Vigliano \| |
| Arbitro:  | Mauro Vigliano |       |              |                                            |

## Statistiche

### Statistiche di squadra
| Competizione       | Punti | Totale | Totale | Totale | Totale | Totale | Totale | DR |
| Competizione       | Punti | G      | V      | N      | P      | Gf     | Gs     | DR |
| ------------------ | ----- | ------ | ------ | ------ | ------ | ------ | ------ | -- |
| Primera División   |       | 44     |        |        |        |        |        |    |
| Coppa Libertadores | 3     | 2      | 1      | 0      | 1      | 3      | 4      | -1 |
| Totale             |       |        |        |        |        |        |        |    |